# Mehmet Akif Ersoy
Pour les articles homonymes, voir Ersoy.
 (septembre 2024).
Mehmet Âkif Ersoy (1873-1936) est un poète turc. Il est le père de l'hymne national turc, İstiklâl Marşı.

## Naissance d'un poète
Un poète turc d'origine albanaise, il a écrit l'hymne national de son pays, l'İstiklâl Marşı ou « marche de l'indépendance ». Il est à l'origine de poèmes populaires en réalisant la fusion de la langue quotidienne avec le genre poétique.
Il est né à Constantinople, et est mort dans la même ville le 27 décembre 1936. Sa dépouille est enterrée à Burdur. Son père, qui était enseignant dans une medrese (école coranique), l'a nommé « Rağıyf », notant la date de sa naissance d'après le code d'ebced : (la disposition des lettres de l'alphabet arabe sous une forme ancienne où chaque lettre représentait un chiffre) ; toutefois, puisque ce mot inventé artificiellement n'a été compris par personne, on le nomma « Akif ».
Son père vient du village de Şuşişe (Albanie), et sa mère est originaire de Boukhara.

## Formation
Mehmet Âkif a commencé sa formation scolaire dans l'actuel district de Fatih, à l'école du quartier d'Emir Buharî. Il a achevé sa formation élémentaire à l'école du ministère de la Culture et a rejoint par la suite l'école secondaire centrale de Fatih. En outre, il a été formé par son père dans les domaines de la langue arabe et des sciences religieuses. À l'école secondaire, il s'est inspiré des enseignants libéraux. Il a suivi les cours de Esad Dede qui enseignait les œuvres classiques de la littérature persane à la mosquée de Fatih. Il a attiré l'attention par sa connaissance des langues turque, arabe, persane et française. Pendant qu'il suit ses études secondaires à l'école administrative, il s'intéresse aussi à la poésie. Hersekli Arif Hikmet Bey, poète, a loué ses poèmes sous forme de « Mesnevi » (poème composé de distiques qui riment entre eux) qu'il a écrits sur les traces de son professeur de littérature, İsmail Safa. Quand son père est mort et que leur logement a brûlé, il a dû choisir l'établissement d'enseignement supérieur dont les diplômés devenaient fonctionnaires. Il a étudié ainsi les sciences vétérinaires à l'établissement d'enseignement supérieur d'administration. Il a commencé ses études en 1889 et les a terminées étant reçu premier en 1893.

## Premières publications
Pendant son service de vingt ans en tant que vétérinaire, sous la direction du ministère de La Culture, il a trouvé l'occasion, dans ses voyages, d'établir des relations sincères avec les paysans de Roumélie, d'Anatolie et d'Arabie. Il a publié ses premiers poèmes dans le journal « Resimli Gazete » (journal illustré). Il a également été enseignant en 1906 à l'école agricole de Halkalı, et en 1907 à l'école de mécanique agricole. Il a été nommé professeur de littérature générale en 1908 à l'université. Après la publication de ses premiers poèmes, pendant dix ans il n'a rien publié.

## La révélation du poète
À la suite de la proclamation du deuxième gouvernement constitutionnel en 1908, il a commencé à écrire des poèmes et à publier des traductions des œuvres des auteurs contemporains islamiques égyptiens, d'abord dans la revue « sırat-ı Mustakim » (La Juste Voie) publié par Eşref Edip, ensuite dans la revue « Sebilurreşad » (La Manière correcte).

## L'homme politique
Il fait un voyage de deux mois en Égypte. Au retour, il fait escale à Médine. Par ces voyages, il confirme son opinion concernant la faiblesse des pays islamiques vis-à-vis de l'Occident, au plan des infrastructures et de l'industrialisation. À la fin de la même année, alors qu'il est directeur adjoint au service public vétérinaire, il démissionne tout en continuant de donner des cours d'expression écrite dans l'école d'agriculture de Halkalı et des cours de littérature à l'université. Il est devenu membre du parti « İttihat ve Terakki Cemiyeti » les Jeunes-Turcs (Parti Union et Progrès), alors qu'il prêtait serment, il déclare qu'il n'obéira pas aveuglément au parti mais qu'il suivra seulement les ordres qu'il considère raisonnables.

## Un politique engagé
Pendant la Première Guerre mondiale, il est envoyé à Berlin, par « Teşkilat-I Mahsusa » (l'Organisation Spéciale) qui est le service secret du parti Jeunes-Turcs « İttihat ve Terakki ». C'est là-bas qu'il effectue des observations dans les camps allemands construits pour les prisonniers musulmans. Il suit le cours de la Bataille des Dardanelles, à l'aide des informations qui arrivent directement à Berlin. Le niveau de développement de la civilisation occidentale l'impressionne considérablement. Il est envoyé au Nejd, en Arabie ottomane, par les services secrets « Teşkilât-ı Mahsusa » puis, dans les dernières années de la guerre, au Liban avec le professeur Ismail Hakkı İzmirli. Après son retour, il est nommé chef du secrétariat de l'institution « Dar-ül-Hikmetül islamiye » qui venait d'être fondée. Après la Première Guerre mondiale, il tient un discours à Balıkesir afin de soutenir le mouvement de résistance nationale déclenché en Anatolie, à cause de cela, il est congédié de son service à « Hikmetül islamiye » en 1920.

## Le militant
Quand le gouvernement de Constantinople déclare illégaux les résistants d'Anatolie, la revue Sebilürreşad est imprimée à Kastamonu, et Mehmet Âkif continue activement ses travaux dans cette ville pour accélérer la participation des habitants de la ville au mouvement de libération. L'un de ses discours, tenu dans la mosquée Nasrullah, est imprimé à Diyarbakır et distribué dans le pays entier, il devient un texte de référence. Il a été élu en tant que député de Burdur dans la Grande Assemblée Nationale Turque. Au concours organisé par l'Assemblée pour l'écriture d'un texte pour l'hymne national, aucun des 724 poèmes proposés au concours n'obtient le succès attendu. C'est plus tard que le texte de l'hymne national qu'il avait écrit sur le vœu du ministre de la Culture, le 17 février 1921, sera choisi par la Grande Assemblée, le 12 mars 1921.

## L'exil égyptien
Après la victoire de Sakarya, Mehmet Âkif passe les hivers en Égypte et, après la fondation de la République turque laïque, il y retourne. À partir de 1926, il travaille en tant que professeur de langue et littérature turque dans « Camiü-l- Mısriyye ». Pendant ces années d'exil volontaire, il a contracté une cirrhose, et a dû se rendre au Liban en 1935 à cause du climat mieux adapté à sa santé, puis à Antakya en 1936. Désirant mourir dans sa patrie, il retourne en Turquie et meurt à Istanbul.

## Son œuvre
Son œuvre intitulée « Safahat » (Les Phases) qu'il a publiée à l'âge de 38 ans, en 1911, est le produit d'une personnalité littéraire indépendante. Pourtant dans ce travail, on perçoit l'influence de Tevfik Fikret. Mehmet Âkif affirmait qu'il admirait Lamartine, l'un des romantiques français autant que Fuzuli, et Alexandre Dumas fils autant que Sâdi. Et il a adopté le style de « l'histoire sous la forme de poème » qui est le champ d'intérêt de ces poètes, en le qualifiant de « style le plus valable en soi ». Mais son souci profond éprouvé pour la littérature lui a permis de devenir non seulement un poète qui a écrit en vers, mais aussi un précurseur d'une poésie volontairement plus « libre ». Le facteur le plus significatif dans l'évolution intellectuelle de Mehmet Akif est qu'il soit devenu un défenseur de la pensée islamique contemporaine.
L'islamisme contemporain prévoit la révision des valeurs fondamentales de la civilisation de la bourgeoisie occidentale, tout en conciliant celles-ci avec les sources islamiques, et défend une forte structure de société qui a été inspirée pour l'essentiel, de la formation sociale et spirituelle de l'Occident, et qui d'autre part conserve ses qualités locales et culturelles. D'après ce point de vue, le concept de la poésie de Mehmet Akif est une approche tellement occidentale et réaliste au point que même dans la littérature occidentale de l'époque, on en connaît que peu d'exemple. Il a défendu que la rime était un embarras pour les poèmes ottomans traditionnels de la même façon que l'interdiction de la peinture empêchait la description des situations concrètes. Mehmet Âkif avait des tendances tellement contemporaines qu'il affirmait l'insuffisance du poème « Leylâ vü Mecnûn » de Fuzuli, parce qu'il n'avait pas de plan. Ses poèmes qui donnent l'impression d'être composés facilement, parce qu'ils ont été écrits avec une langue populaire, sont pourtant des modèles de travail soigné en ce qui concerne la forme. Mehmed Âkif a simplifié les règles provenant de la métrique « aruz » (une sorte de versification de la poésie), et il prenait en compte à la fois l'ordre des sons internes qui rythment le poème. Il a montré sa volonté de purification de la langue en adoptant un langage pur dans chacun de ses poèmes.
Mehmed Âkif accepte l'influence des valeurs culturelles occidentales aussi bien que la littérature traditionnelle, pourtant il s'est opposé aussi bien à l'imitation de l'Est qu'à celle de l'Ouest. Car il pense que la littérature ne garde sa vivacité que tant qu'elle reste liée au pays natal, et qu'elle n'a de valeur que si elle accomplit une certaine mission. Il attache beaucoup d'importance à l'harmonie avec la réalité. Il pense que six siècles de littérature des élites se sont appauvris à cause de leur éloignement du peuple. Il défend que l'imitation des nouveautés occidentales, sans tenir compte des particularités de la société dans laquelle on vit, nuit directement à la littérature, et que « la littérature prend fin où l'inesthétique commence ». Il s'est opposé ainsi au concept promouvant « l'art pour l'art », et a essayé de montrer que la poésie doit d'abord servir des causes aussi concrètes que « des besoins alimentaires et d'habillement ». Pour cette raison il a préféré exprimer des thèmes sociaux et idéologiques par le poème. Il voulait montrer clairement la réalité et attirer ainsi l'attention de ses lecteurs sur les problèmes de l'humanité. Mehmet Âkif, par ce concept, aboutit à des poèmes montrant pour la première fois les pauvres avec leur vrai visage dans la littérature turque par.
L'importance de la poésie de Mehmet Âkif, lorsqu'il vivait et après sa mort, provenait de son réalisme. Dans cette poésie, le rayonnement de l'imagination a laissé la place au concret. Les apports du poète à l'évolution de la langue poétique sans déformer sa propre qualité ont été réalisés par la réussite de la simplification de la métrique aruz. Cela démontre en même temps les vastes possibilités de la langue turque pour la poésie. À cette époque-là, chaque poète était enfermé dans une vallée étroite, par le souci de mettre en forme sa propre langue. Mehmet Âkif a mis en avant l'identité sociale de la langue, dans laquelle il est arrivé à l'originalité et à l'individualité par son style. En tant que poète innovateur il a essayé de limiter les effets négatifs de la nouvelle forme sans métrique, en initiant une poésie dont le métrique et la fonction sont accordés. Un de ses vers sert d'épitaphe au monument aux morts turcs de Sidi Bishr.

## Principales œuvres
- Safahat (phases), 1911
- Suleymaniye Kürsüsünde (à la tribune de Suleymaniye), 1911
- Hakkın Sesleri (les voix du mérite), 1912
- Fatih Kürsüsünde (à la tribune de Fatih), 1913
- Hatıralar (Souvenirs), 1917
- Âsım, 1919
- Gölgeler (les ombres), 1933.